# Said ibn al-Husayn
Said ibn al-Husayn, Said ibn Husayn o Said ibn al-Husayn al-Ansari es el hijo de Husayn de Zaragoza.
Said, cuyo padre se había sublevado ya en Zaragoza pocos años antes, partió de Sagunto poco después del advenimiento del emir Hisam I, en 789.
Los rebeldes apuntaban a la dominación de Tortosa y del valle del Ebro. El movimiento se apoyaba en los yemeníes del valle, eliminaron a ciertos gobernadores qaysíes  nombrados por el poder entral. Desde el principio, el valle del Ebro constituyó un verdadero feudo del partido árabe yemení.
Asimismo, se apoyó en gran parte, al menos en su inicio, en el elemento bereber, netamente mayoritario respecto a los árabes en toda la parte central y oriental del Península, aunque no en la región de Zaragoza, pues los árabes eran allí más numerosos.
Fueron combatidos por Musa ibn Fortún (de la familia de los Banu Qasi, que aunque muwalíes, representaban en esa zona los intereses del partido mudarí) en nombre del Emir Abderramán I, por el que fue derrotado y muerto tras someter a  Zaragoza en el 789.
No obstante, Musa murió asesinado en Zaragoza, por un liberto de Al-Husayn, un año después de que naciese su hijo Musa.